# فیصل الخدیم
فیصل الخدیم (انگلیسی: Faisel Al-Khodaim؛ زادهٔ ۱۸ اوت ۱۹۸۸) بازیکن فوتبال اهل امارات متحده عربی است.